# Vinohradská sokolovna
Vinohradská sokolovna je prostorná funkcionalistická budova v Praze 2 na Vinohradech v Polské ulici, na okraji Riegrových sadů.

## Historie
Sokol Vinohrady založilo 27 členů na valné hromadě 26. února 1887. Neměli vlastní sokolovnu, hostovali proto v první pražské budově sokolovny v Sokolské ulici. V roce 1895 jim byla propůjčena tělocvična v Národním domě na Vinohradech. V čele stál Václav Špička. V roce 1912 vinohradští sokolové  vypsali první soutěž na vlastní sokolovnu, na místo poblíž Vinohradské vodárny, ale k realizaci nedošlo.
V roce 1936 vypsala tělocvičná jednota Sokol Vinohrady druhou soutěž na projekt nové sokolovny. V soutěži zvítězil návrh Františka Marka a Václava Vejrycha. Pro úsporu značných finančních nákladů byl projekt snížen o jedno patro. Stavební práce byly zahájeny v roce 1938. V roce 1941 zabrali Němci téměř hotovou stavbu, dokončili bazén a schodiště z dnešní Polské ulice a umístili zde tělovýchovné středisko a lazaret SS. 

Vinohradská sokolovna během výstavby (1938 až 1941)
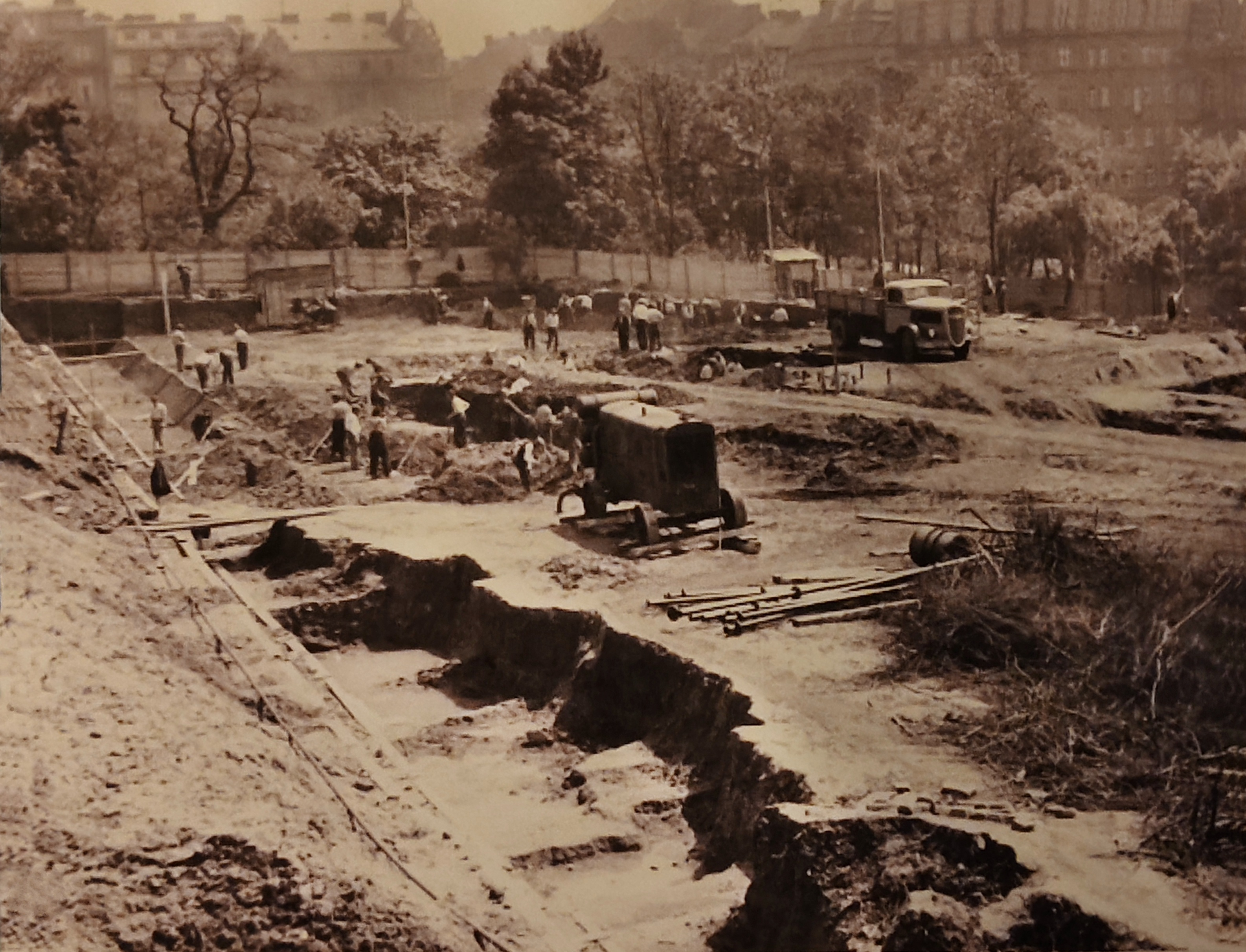
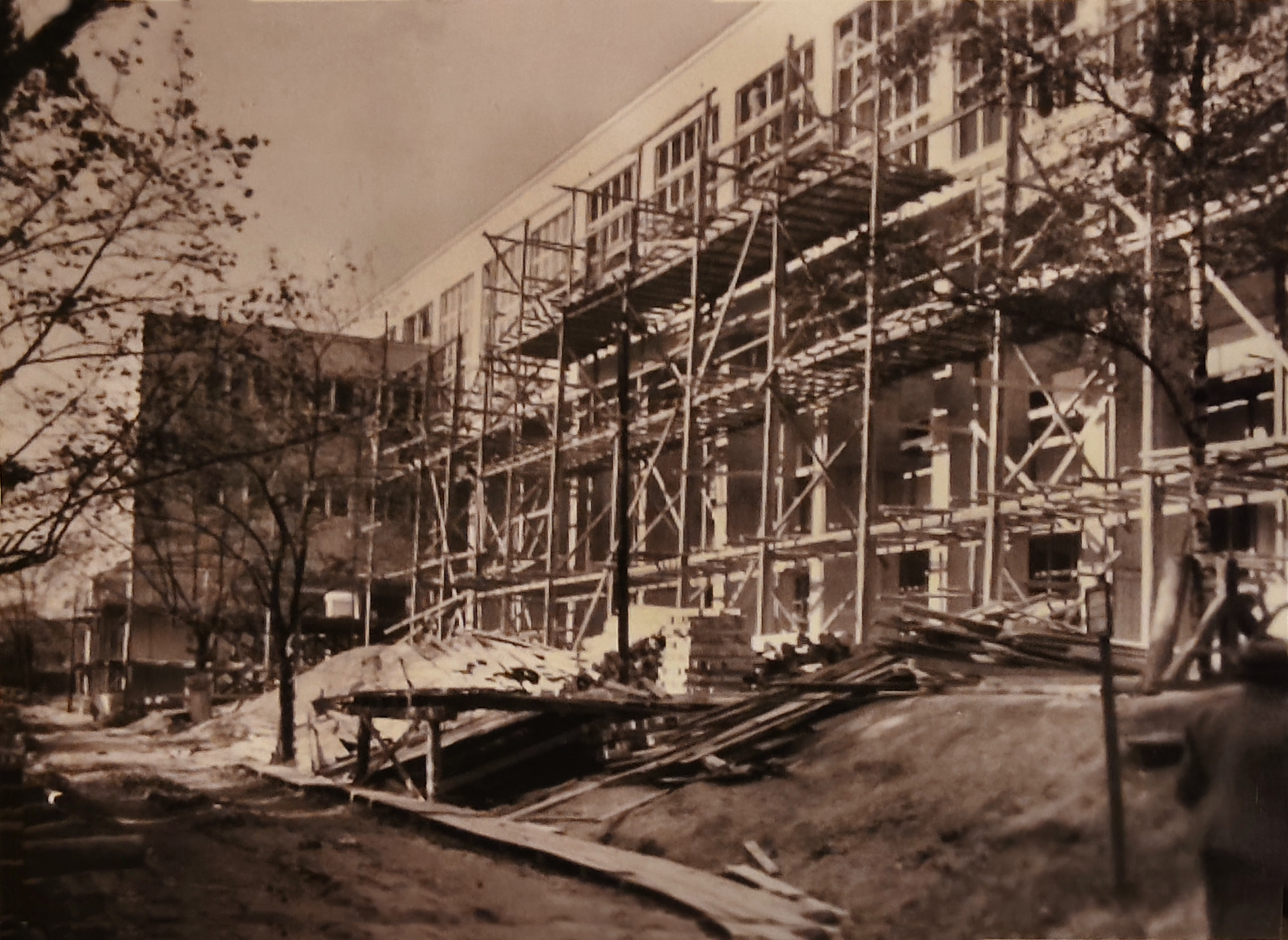
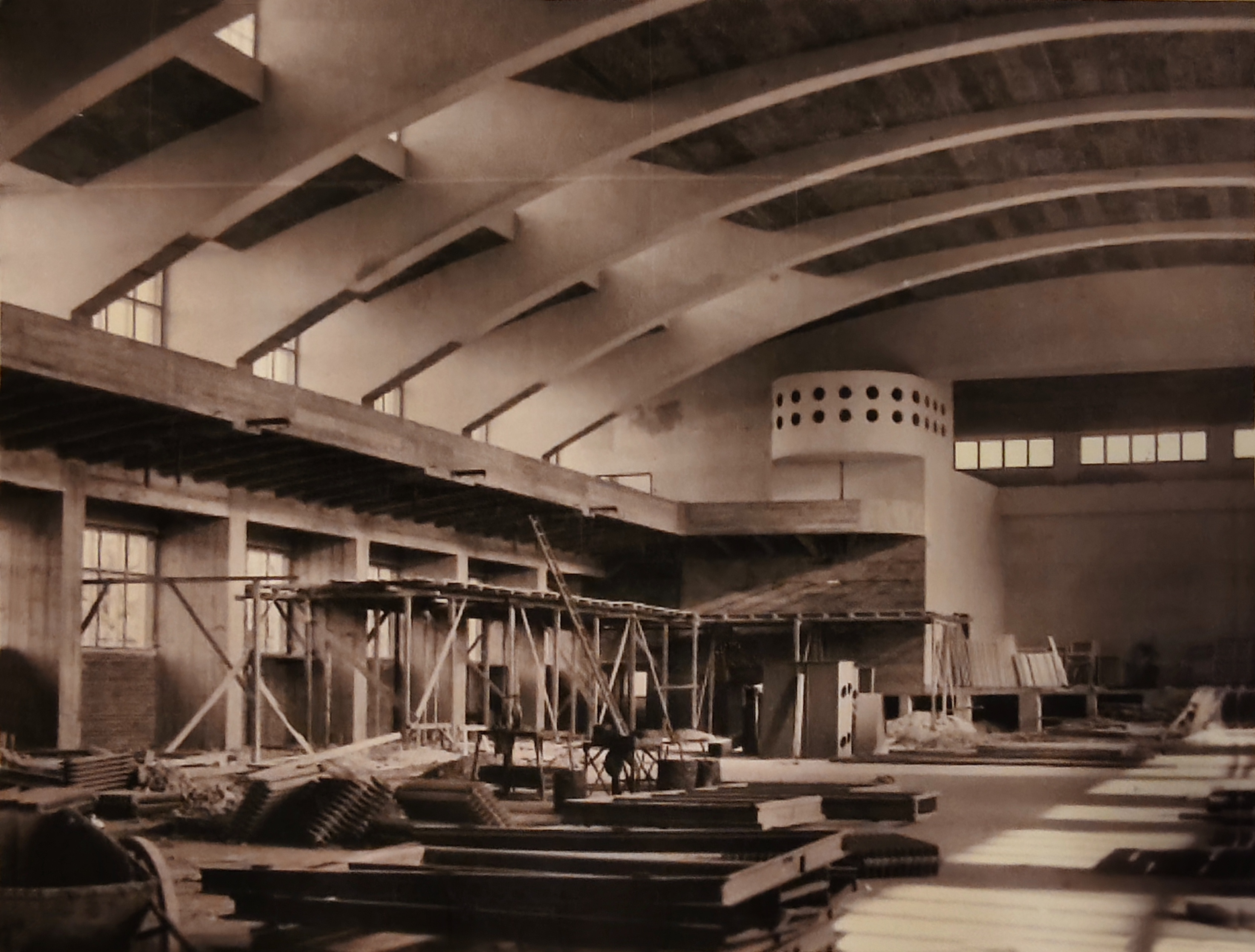

V této době se v budově konala celé řada dalších akcí veřejného života. Ve dnech 28. února až 2. března 1947 se v sále sokolovny konal monumentální 14. valný sjezd Československé strany národně socialistické. V roce 1949 byl areál převeden pod hlavičku TJ Bohemians ČKD Praha. V roce 1991 celý areál převzala zpět Československá obec sokolská. Budova je památkově chráněná od roku 2007.

## Popis
V budově jsou prostory pro cvičence a koridory a hlediště pro diváky. Ve středu budovy je vstupní hala osazená zapuštěnými stropními svítidly a je zde umístěna socha Miroslava Tyrše od sochaře Ladislava Šalouna. Pro sportovce má sokolovna velký a několik menších sálů, saunu, divadlo a plavecký bazén. Velký sál má hlediště pro 600 diváků, z toho 400 k sezení. Sál využívá od roku 2000 pro tréninky a zápasy florbalový oddíl TJ Sokol Královské Vinohrady.
U budovy je velké letní cvičiště, atletický areál s atletickým oválem a dvě univerzální hřiště na malou kopanou s umělým povrchem (umělá tráva). Vinohradská sokolovna se pyšní prvenstvím jako největší sokolovna na světě. V materiálech na nástěnce uvnitř budovy se uvádí, že disponuje celkem 46 tisíci m³ sálových prostor a 22 tisíci m³ ostatních prostor.

Budova a pamětní desky v jejím interiéru
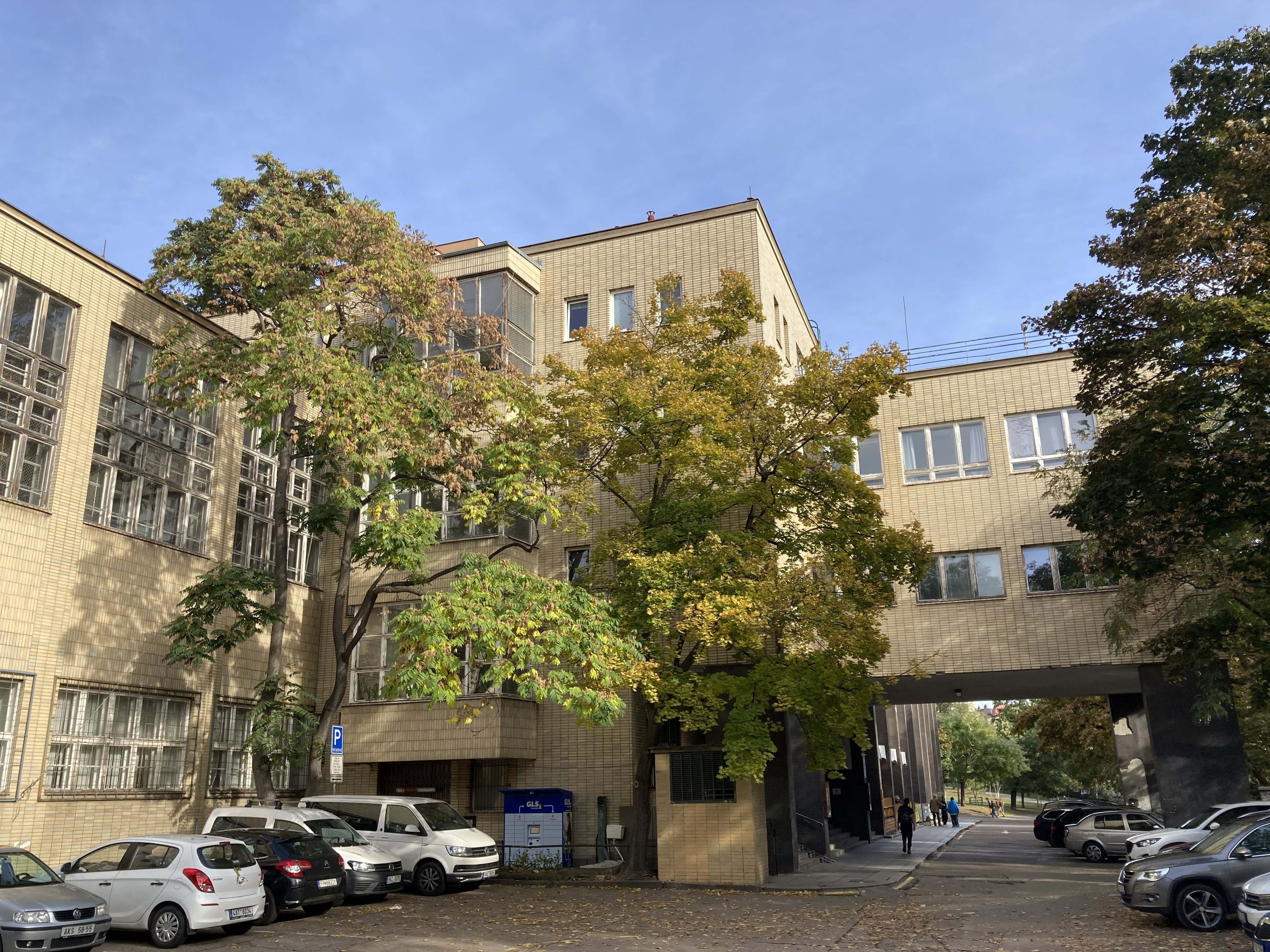
Pohled na budovu z jihozápadu
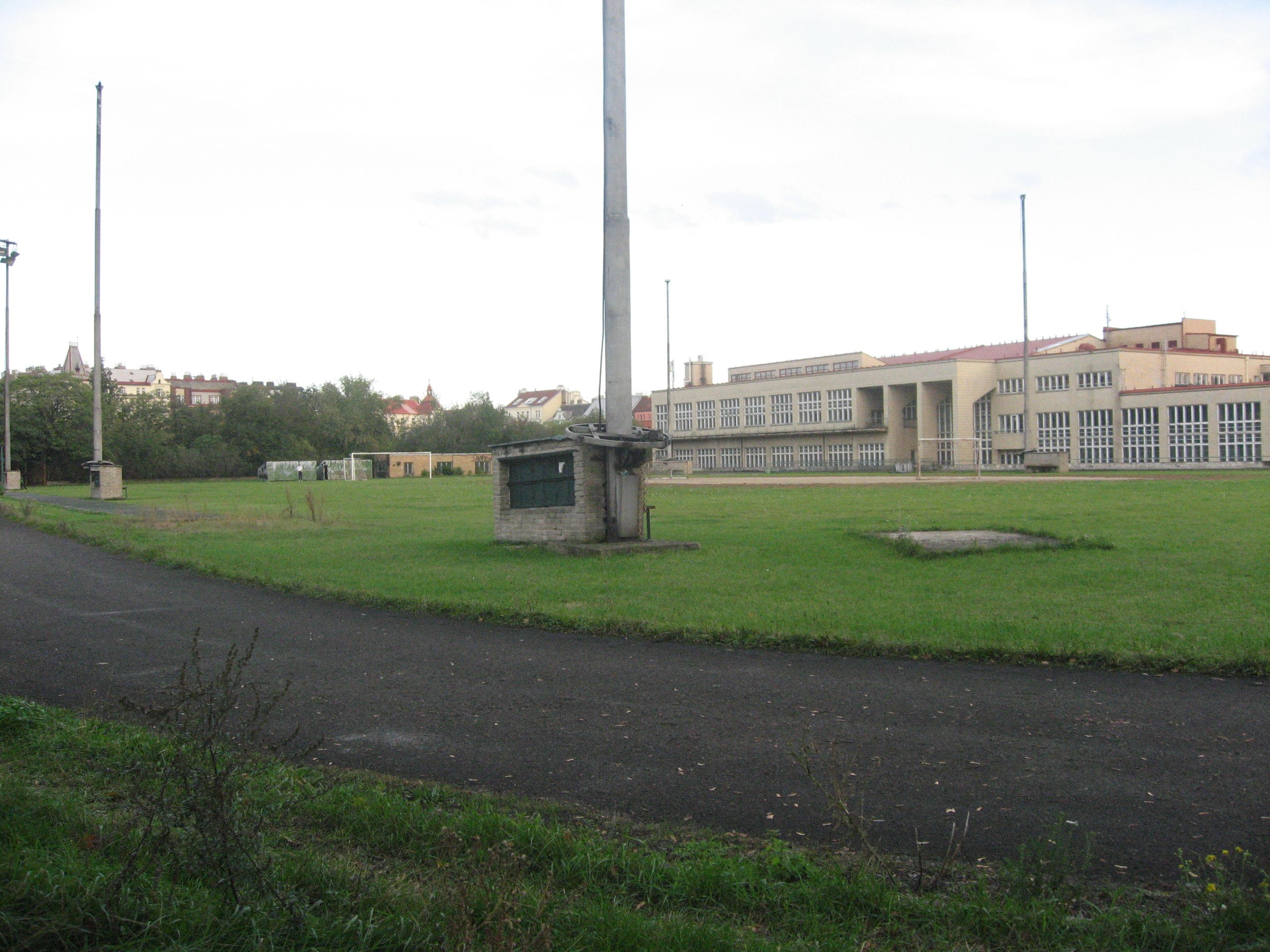
Pohled na budovu přes atletický areál
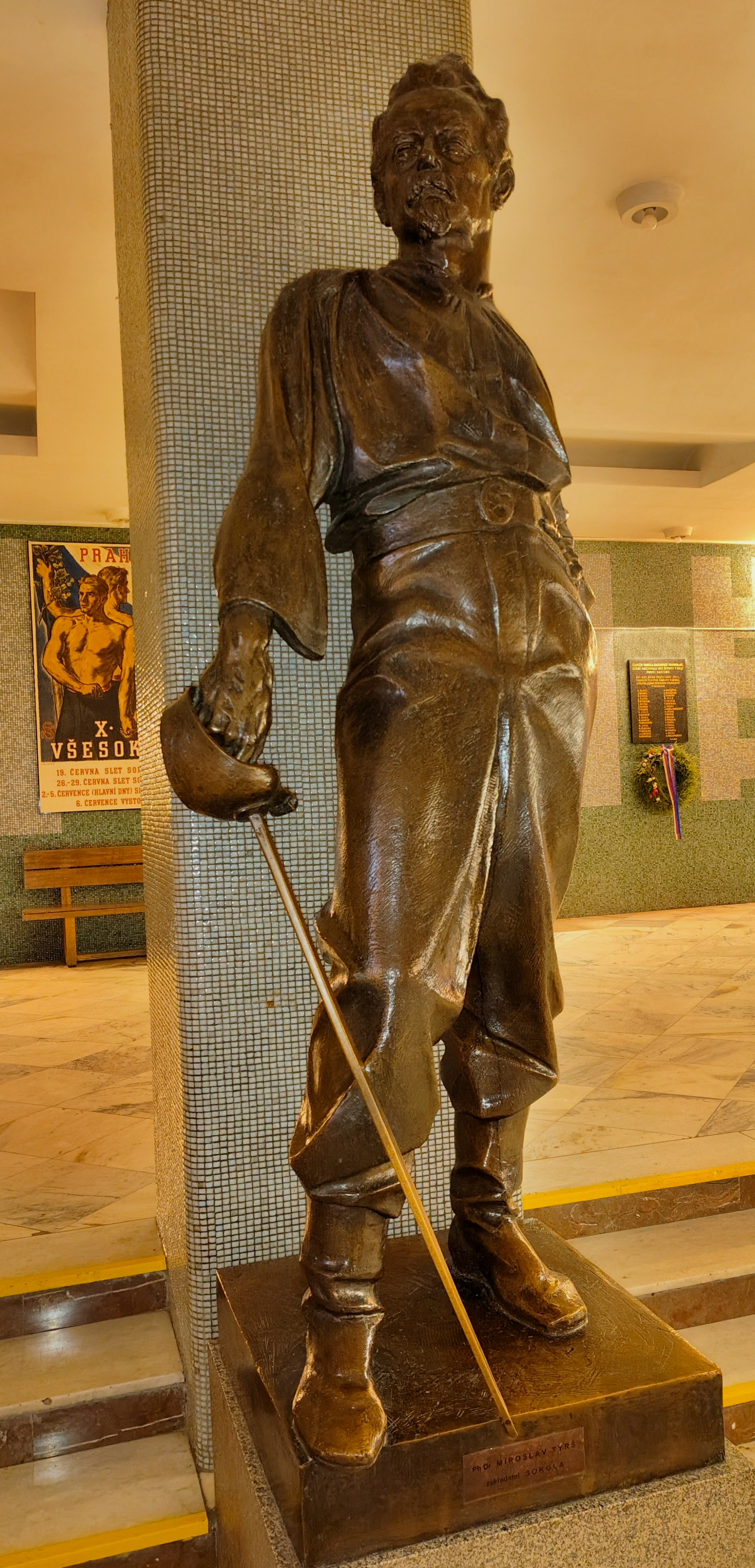
Socha Miroslava Tyrše v sokolském kroji od sochaře Ladislava Šalouna ve vstupní hale v přízemí
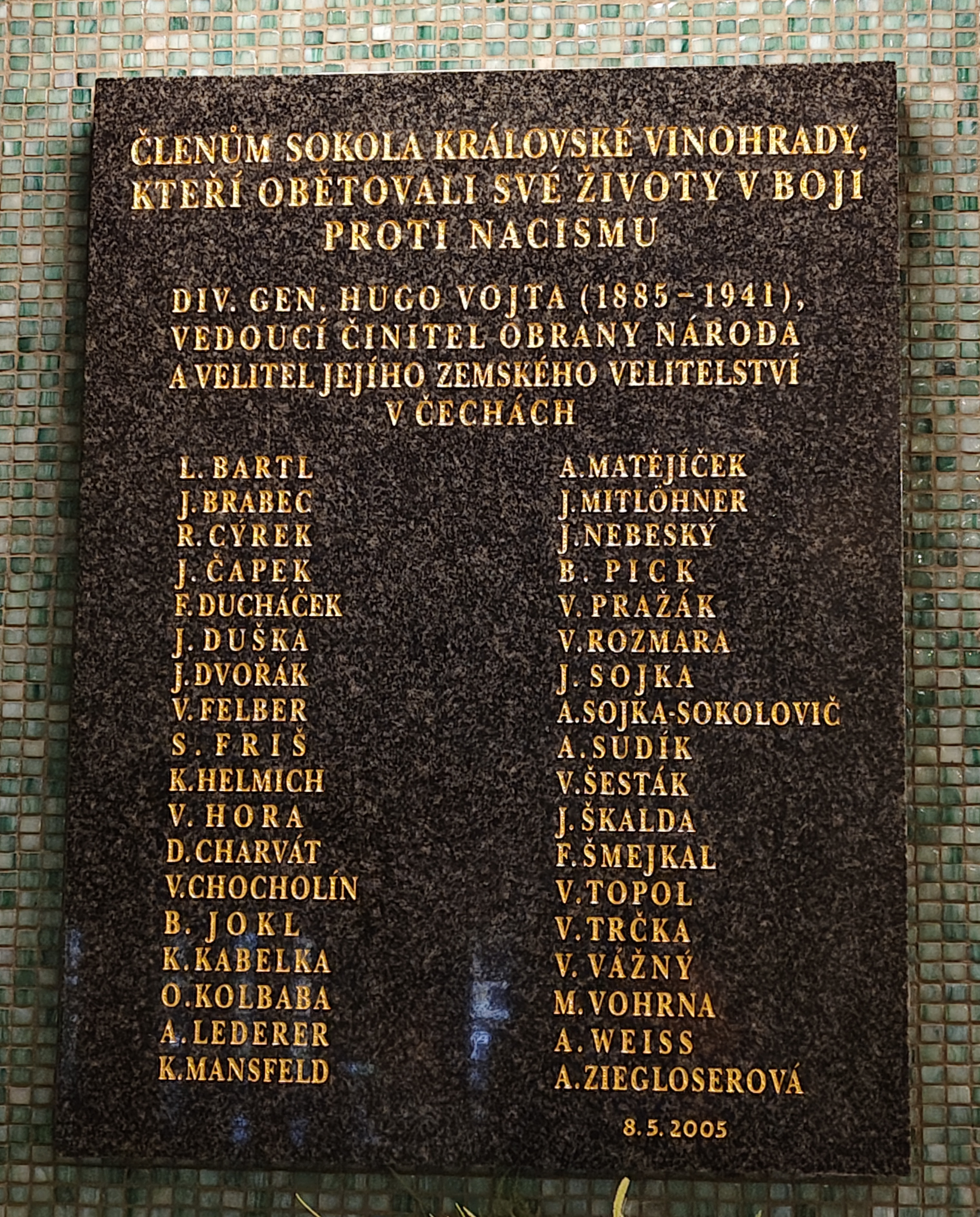
Pamětní deska „Obětem 2. světové války“ ve vstupní hale v přízemí
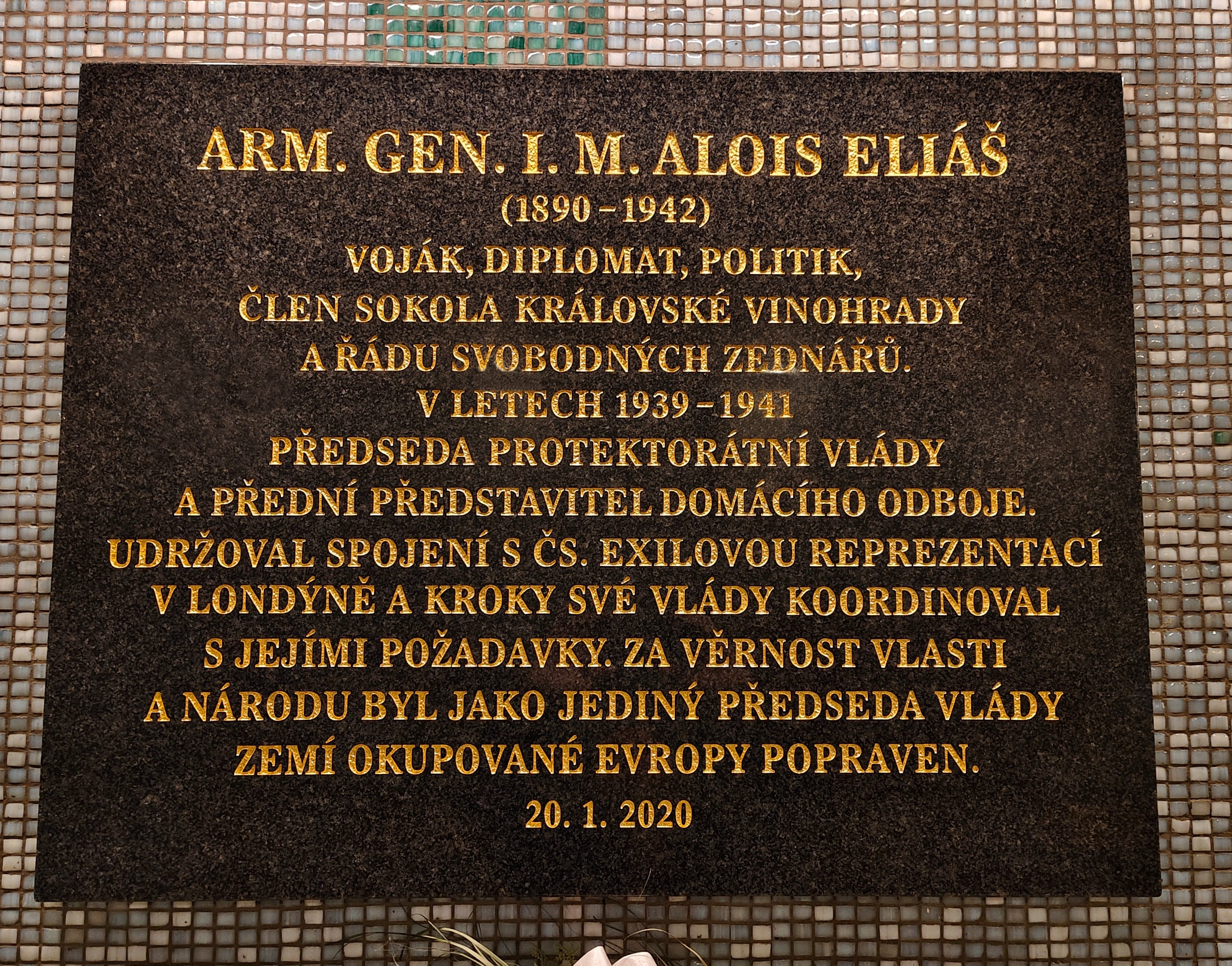
Pamětní deska „Armádní generál in memoriam Alois Eliáš“ (1890_1942) ve vstupní hale v přízemí
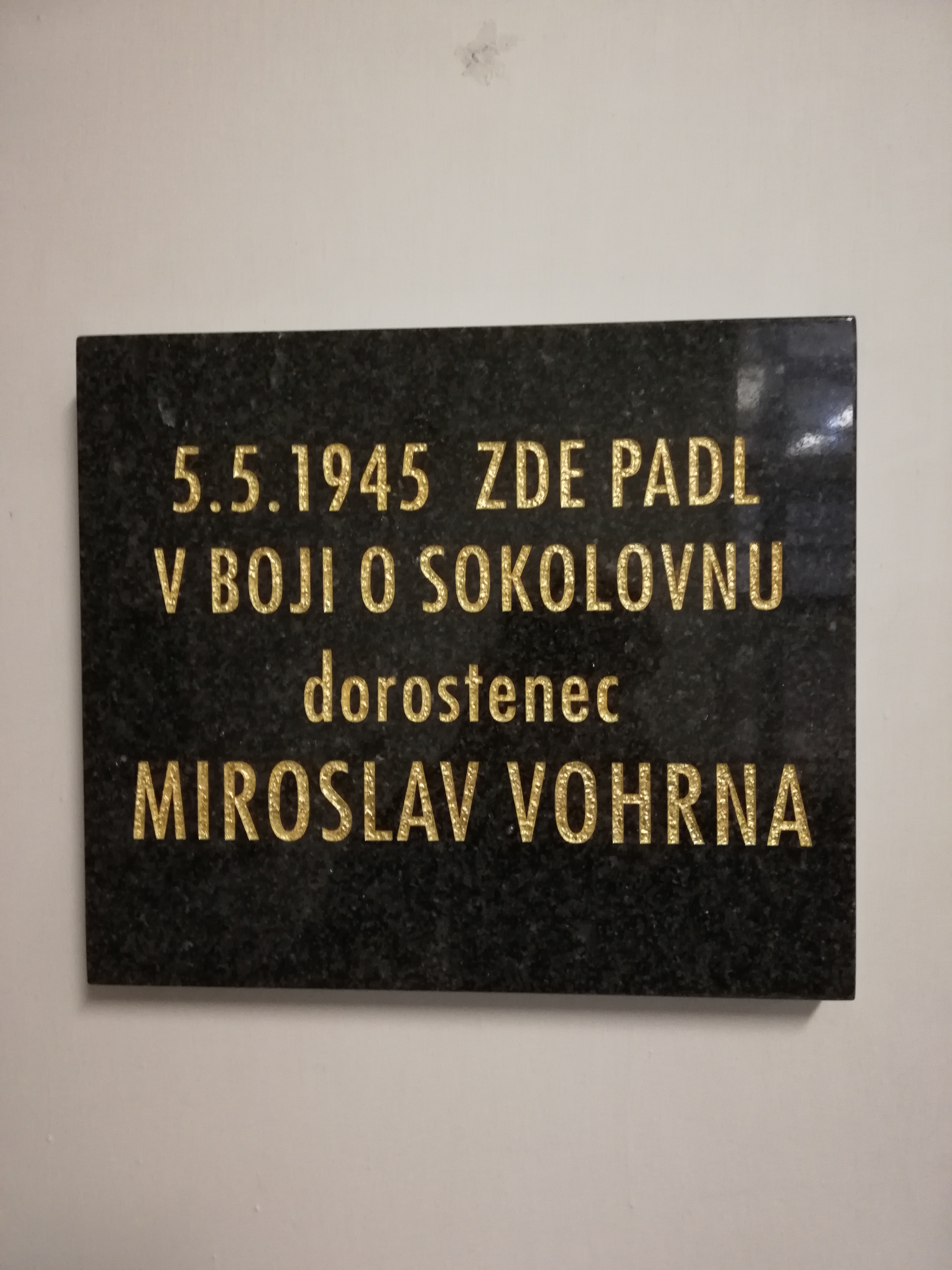
Pamětní deska „Miroslav Vohrna“ na odpočívadle na hlavním schodišti mezi 1. a 2. patrem budovy

## Oddíly
- TJ Sokol Královské Vinohrady (florbal)

## Aktualita 2025
Mezi Městskou částí Praha 2 a T. J. Sokolem Praha - Královské Vinohrady je podepsáno memorandum, jehož cílem je vyřešit dva základní problémy:
- Za plotem vinohradksého Sokola jsou plochy, které právně patří státu, ale opticky tvoří s Vinohradskou sokolovnou jeden logický celek. Tento stav vznikl za Protejtorátu Čechy a Morava, kdy Němci po zákazu sokolské organizace (11. října 1941) svévolně rozšířili plochu venkovního cvičiště a to na úkor Riegrových sadů a tak vlastně neoprávněně zabrali pozemky patřící městu Praze. Provést právní urovnání tohoto stavu.[8]
- Vyřešit dostavbu, modernizaci, financování a rozvoj areálu tak, aby sloužil jak pro členy Sokola tak pro širokou veřejnost (Pražany 21. století). Projekt dostavby byl zpracován v roce 2023 (diplomová práce; Fakulta architektury ČVUT; Ing. arch. Jan Štěpánek, náčelník T. J. Sokol Praha - Královské Vinohrady).[8]